# Vitrasier
Vitrasius (weibliche Form: Vitrasia; deutsch: Vitrasier) ist der Familienname (nomen gentile) der römischen gens der Vitrasii.
Die Familie hatte ihre Wurzeln in der oskischen Stadt Cales in Kampanien und besaß Landgüter in Capua, woher einige Inschriften der Vitrasier stammen. Eingeschrieben waren ihre Mitglieder in der Tribus Poplilia. Das ritterliche Geschlecht trat historisch zuerst zu Beginn des Prinzipats in Erscheinung und stieg unter Kaiser Trajan in den Senatorenstand auf. Durch die Verbindung mit der Familie der Annier trat die gens Vitrasia unter Kaiser Mark Aurel in verwandtschaftliche Beziehung zur Antoninischen Dynastie. Mehrere ihrer Mitglieder wurden anscheinend unter Commodus ermordet. Außer für Memmius Vitrasius Orfitus aus dem mittleren 4. Jahrhundert lässt sich die Familie nach dem Jahr 192 nicht mehr nachweisen.
Bekannte Träger des Namens:
- Vitrasius Pollio, Präfekt von Ägypten im Jahr 32 und in diesem Jahr auch gestorben
- Gaius Vitrasius Pollio, Präfekt von Ägypten von 39 bis 41
- Lucius Vitrasius Flamininus, römischer Suffektkonsul 122, Vater des Suffektkonsuls 137
- Titus Vitrasius Pollio, Suffektkonsul um das Jahr 137, Vater des Konsuls 176
- Titus Vitrasius Pollio, römischer Politiker und Senator, zum zweiten Mal Konsul im Jahr 176
- Titus Fundanius Vitrasius Pollio, Sohn des Konsuls 176, vor dem Jahr 170 in das Kollegium der Salier aufgenommen
- Vitrasia Faustina, Tochter des Konsuls 176